# Bernhard Brasack

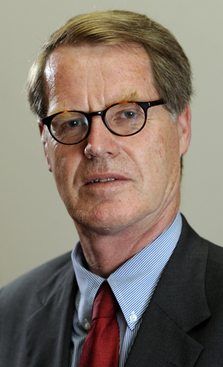
Bernhard Brasack (2009)

Bernhard Brasack (* 19. März 1949 in Kiel) ist ein  ehemaliger deutscher Diplomat. Er war von 2005 bis 2009 Ständiger Vertreter bei der Abrüstungskonferenz in Genf und Botschafter für globale Abrüstungsfragen. 2008 wurde er vom UNO-Generalsekretär zeitweilig in ein globales UNO-Expertengremium (GGE) für das Projekt eines internationalen Vertrages über Waffenhandel („Vertrag über den Waffenhandel“ oder ATT) einberufen. Seit Juli 2012 war er Generalkonsul in Barcelona.

## Leben
Nach dem Abitur am Heinrich-Hertz-Gymnasium in Bonn-Bad Godesberg im Jahre 1970 studierte Brasack Rechtswissenschaften an der Rheinischen Friedrich-Wilhelms-Universität Bonn und legte 1975 das 1. juristische Staatsexamen ab. Nach der Referendarzeit am OLG Köln legte er 1978 in Düsseldorf sein 2. juristisches Staatsexamen ab. Am 1. Mai 1978 begann er in Bonn die Ausbildung in der Diplomatenschule des Auswärtigen Amtes in Bonn, die im März 1980 mit dem Examen für die höhere Laufbahn des Auswärtigen Dienstes endete. Während dieser Ausbildung war Bernhard Brasack u. a. mit Fragen der Verhandlungen über das Seerechtsübereinkommen der Vereinten Nationen (SRÜ) befasst.
Von April 1980 bis April 1981 war Bernhard Brasack in der Rechtsabteilung des Auswärtigen Amtes tätig und danach zwischen April 1981 und Juli 1984 Konsul für Handelsfragen am Generalkonsulat in New York City. Im Anschluss fand er von August 1984 bis Mai 1987 Verwendung als Leiter der Konsularabteilung und Referent für Menschenrechtsfragen an der Botschaft in Jugoslawien und war danach bis Juni 1990 Referent für Fragen der nuklearen Nichtverbreitung (Atomwaffensperrvertrag), der umfassenden Einstellung von Kernwaffenversuchen (Kernwaffenteststopp-Vertrag) und der Genfer Abrüstungskonferenz in der Abrüstungsabteilung des Auswärtigen Amts.
Im Anschluss war Brasack von Juli 1990 bis November 1992 Ständiger Vertreter des Botschafters in Island sowie zwischen November 1992 und November 1997 im Auswärtigen Amt Leiter der Arbeitseinheit zur Exportkontrolle von Gütern mit mehrfachem Verwendungszweck („dual-use-Güter“) und für Fragen der strategischen Exportkontrolle (CoCom mit Sitz in Paris) und Neugründung des Nachfolgeregimes Wassenaar-Arrangement (Wassenaar-Abkommen) sowie der Exportkontrolle im Chemiebereich („Australische Gruppe“, ebenfalls mit Sitz in Paris).
Daraufhin fungierte Brasack von November 1997 bis Juli 2001 als Leiter der Ständigen Vertretung bei der Organisation für das Verbot von Chemiewaffen (OVCW/OPCW) in Den Haag und war dort zugleich zwischen Mai 2000 und Mai 2001 für ein Jahr Vorsitzender des OVCW-Exekutivrats, der dem „Board of Governors“ bei der IAEO in Wien entspricht. Im Anschluss war er von August 2001 bis Juni 2002 im Auswärtigen Amt Leiter eines Referats für Rüstungskontrolle im Bereich konventioneller Rüstung (KSE) (KSE-Vertrag), „Open Skies“ (Vertrag über den Offenen Himmel), Wiener Dokument und UNSCOM-/UNMOVIC-Inspektionen Irak (United Nations Special Commission/Überwachungs-, Verifikations- und Inspektionskommission der Vereinten Nationen).
Im August 2002 wurde Brasack Leiter des Referats für das Verbot chemischer und biologischer Waffen (Chemiewaffenkonvention) im Auswärtigen Amt, einschließlich Fragen der Bekämpfung der Gefahr von Bioterrorismus und fungierte im Anschluss von August 2005 bis Juli 2009 als Leiter der Ständigen Vertretung bei der Genfer Abrüstungskonferenz und als Botschafter für globale Abrüstungsfragen. In dieser Eigenschaft war er auch Leiter der deutschen Delegation im I. Ausschuss der jährlichen Generalversammlung der Vereinten Nationen, bei Konferenzen im Rahmen der Ottawa-Konvention und der Konvention über das Verbot oder die Beschränkung des Einsatzes bestimmter konventioneller Waffen, sowie bei der UNDC (UN-Konferenz für Abrüstung). Des Weiteren war Brasack in Genf auch beteiligt an den Verhandlungen über die Ächtung von Streumunition (Übereinkommen über Streumunition).
Nachdem er zwischen August 2009 und Juli 2011 Leiter des Generalkonsulats in Breslau (Polen) mit den Amtsbezirken von Kattowitz über Oppeln, Breslau bis Posen (Woiwodschaft Großpolen, Woiwodschaft Schlesien, Woiwodschaft Lebus, Schlesien) war, wurde er im Juli 2012 als Nachfolger von Christine Gläser, die Botschafterin in Luxemburg wurde, Leiter des Generalkonsulats in Barcelona. Als solcher war er zuständig für die Amtsbezirke Andorra, Katalonien, Aragonien, Valencianische Gemeinschaft, Provinz Alicante, Murcia, Provinz Albacete und die Balearischen Inseln.
Bernhard Brasack ist verheiratet und hat vier Kinder. 
Am 30. Juni 2014 ging er in den Ruhestand. Nachfolger als Generalkonsul ist Rainer Eberle.